# Cronómetro certificado
Un cronómetro certificado es un cronómetro de alta precisión, capaz de mostrar segundos y el cual ha sido probado y certificado por un cuerpo neutral oficial, (Contrôle Officiel Suisse des Chronomètres - COSC).
Cada cronómetro es único, identificado por un número engastado en su movimiento y un número de certificación dado por COSC. Cada movimiento es probado individualmente por 14 días y noches, en 5 posiciones y a 3 temperaturas. Cada movimiento es individualmente medido. Para obtener el título de 'cronómetro' el reloj debe cumplir los criterios ISO 3159. Cualquier reloj con la denominación "cronómetro" es proveído con un movimiento certificado.
El término cronómetro es regularmente mal aplicado a los instrumentos construidos con un mecanismo adicional que puede ser puesto en movimiento por botones que permiten medir la duración de un evento. Dicho instrumento es un cronógrafo. Este por supuesto puede ser certificado, siempre que cumpla con los criterios puestos por los estándares.